# Osteolepis
L'osteolepide (gen. Osteolepis) è un pesce osseo estinto, appartenente ai sarcopterigi. Visse nel Devoniano medio e superiore (tra 375 e 345 milioni di anni fa). I suoi resti sono stati ritrovati in Europa e in Asia settentrionale.

## Descrizione
Questo pesce fu uno dei più classici esempi di tetrapodomorfi primitivi: il corpo, lungo e affusolato, era ricoperto di grosse scaglie romboidali. La testa era larga e piatta, dalla struttura robusta e dai denti aguzzi. La coda era asimmetrica, dotata di una pinna sviluppata maggiormente nella parte superiore (eterocerca), mentre sul dorso erano presenti due piccole pinne dorsali. Le pinne pettorali e ventrali, invece, erano piuttosto sviluppate e dotate di un apparato scheletrico notevole: erano il tipico esempio di pinne carnose. La lunghezza dell'animale doveva essere in media di circa venti centimetri, ma alcuni parenti stretti apparsi vari milioni di anni dopo raggiungevano la taglia di alcuni metri.

## Fossili
Molti fossili di questo pesce sono stati rinvenuti nei ben noti giacimenti della Scozia, noti come “antiche arenarie rosse”, come quello di Achannaras. La specie più nota di osteolepide è Osteolepis macrolepidotus. Altri pesci sarcopterigi presenti in questo giacimento erano il dipnoo Dipterus e i crossotterigi Gyroptychius e Holoptychius.

## Galleria d'immagini

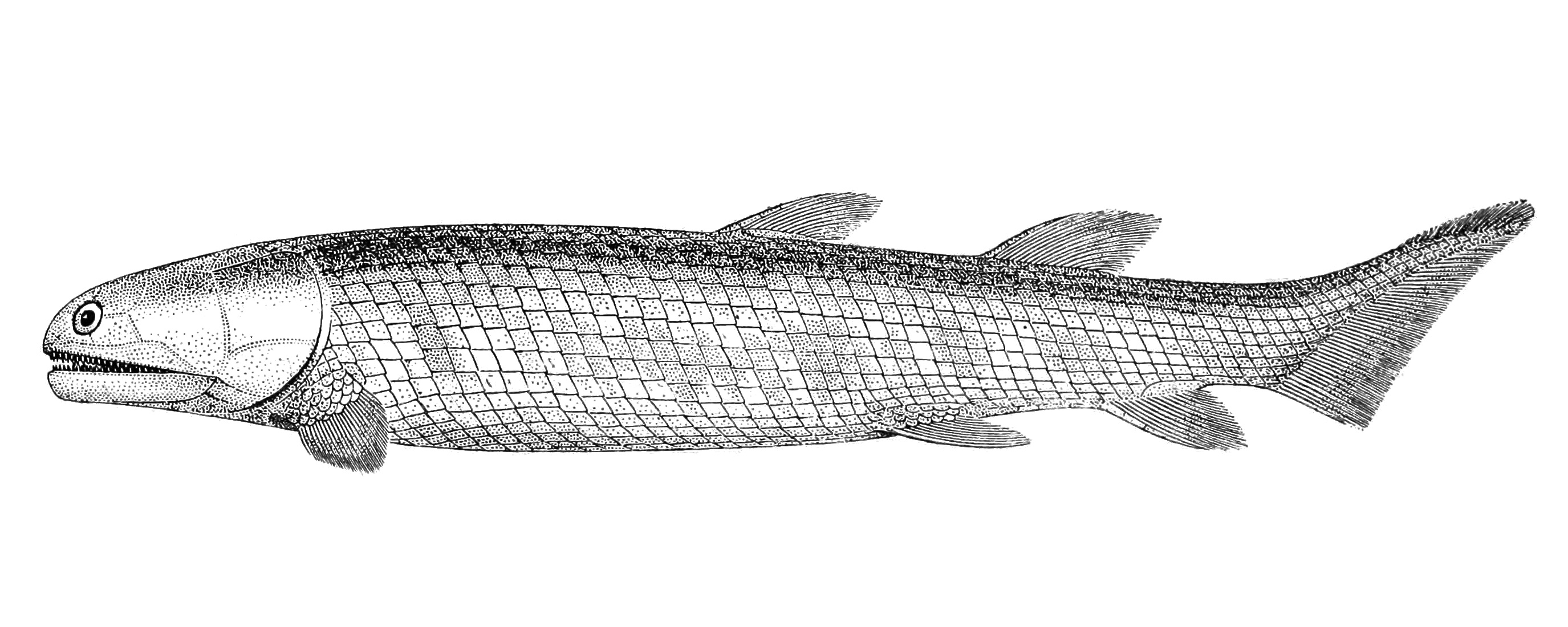
Ricostruzione di Osteolepis macrolepidotus
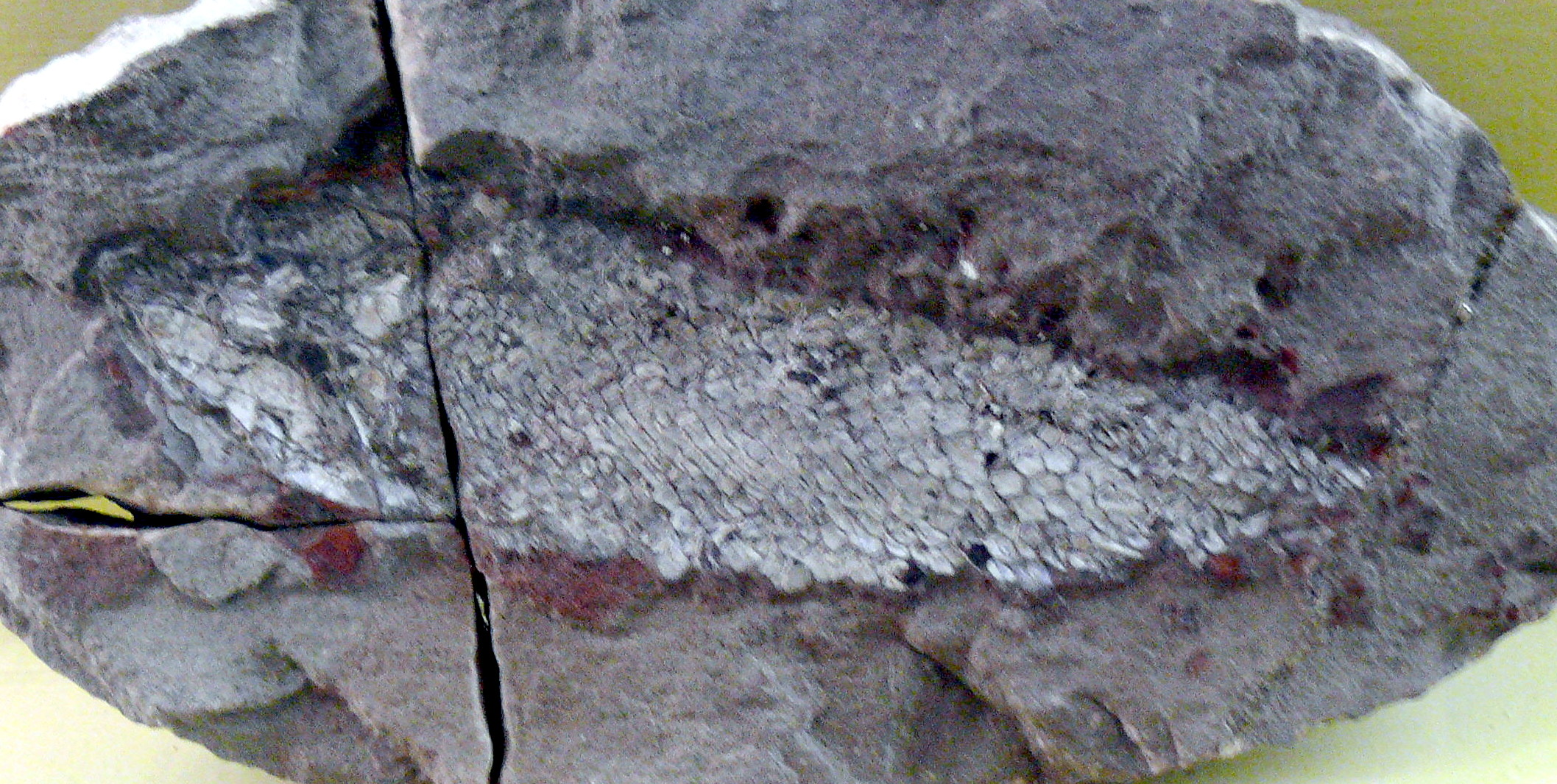
Fossile di Osteolepis macrolepidotus
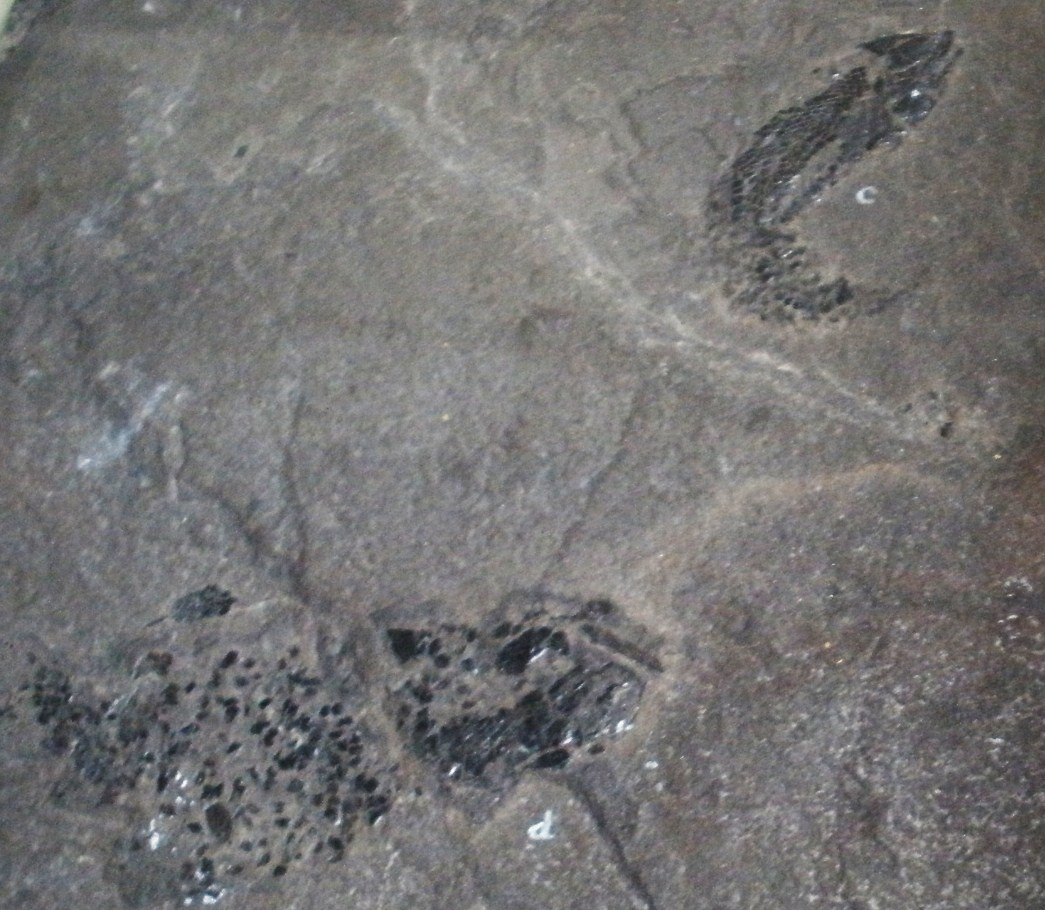
Fossili di Osteolepis panderi
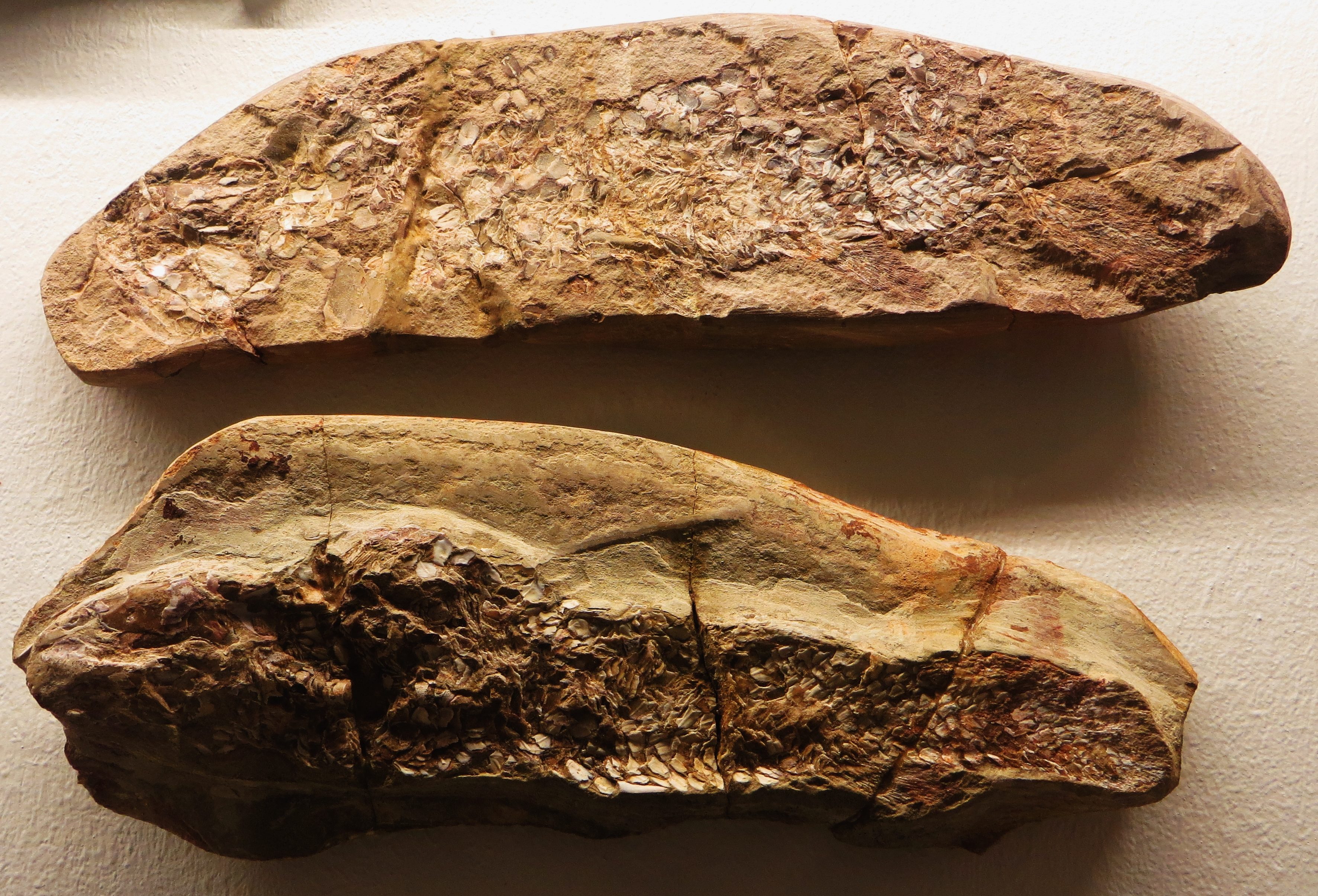
Fossili di Osteolepis major
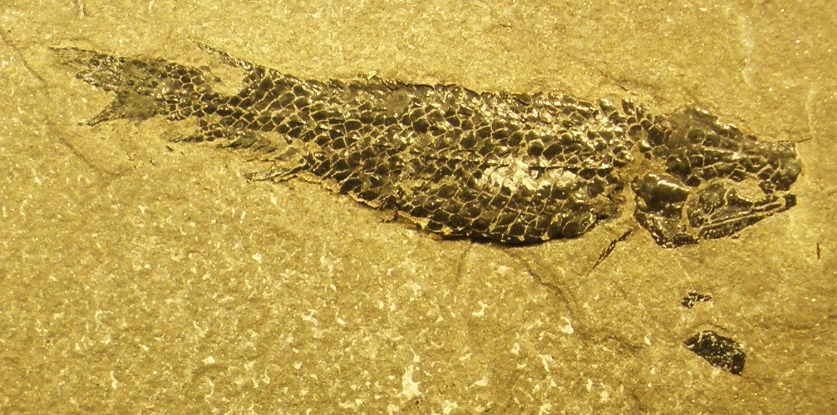
Fossile di Osteolepis panderi
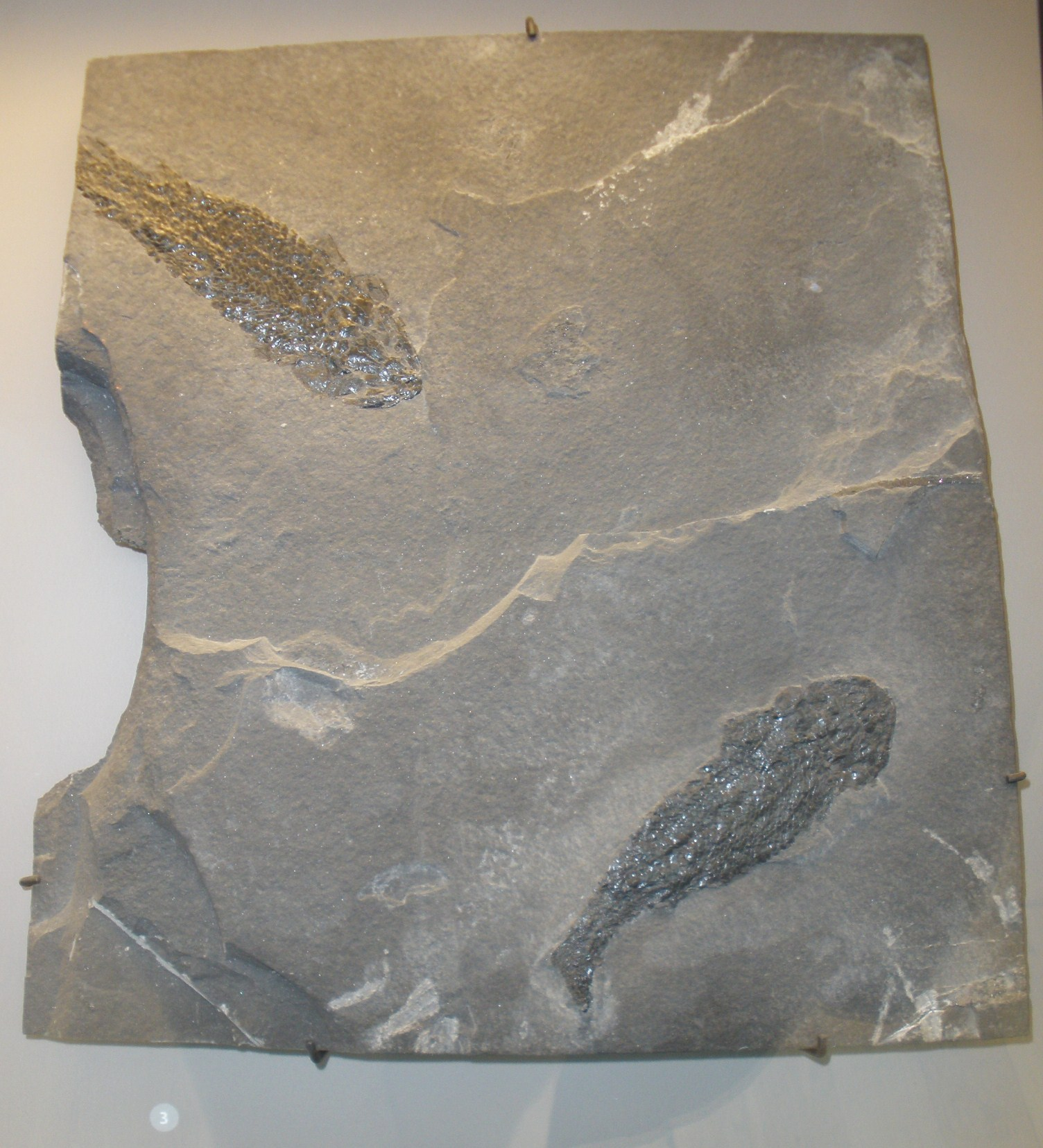
Fossili di Osteolepis macrolepidotus
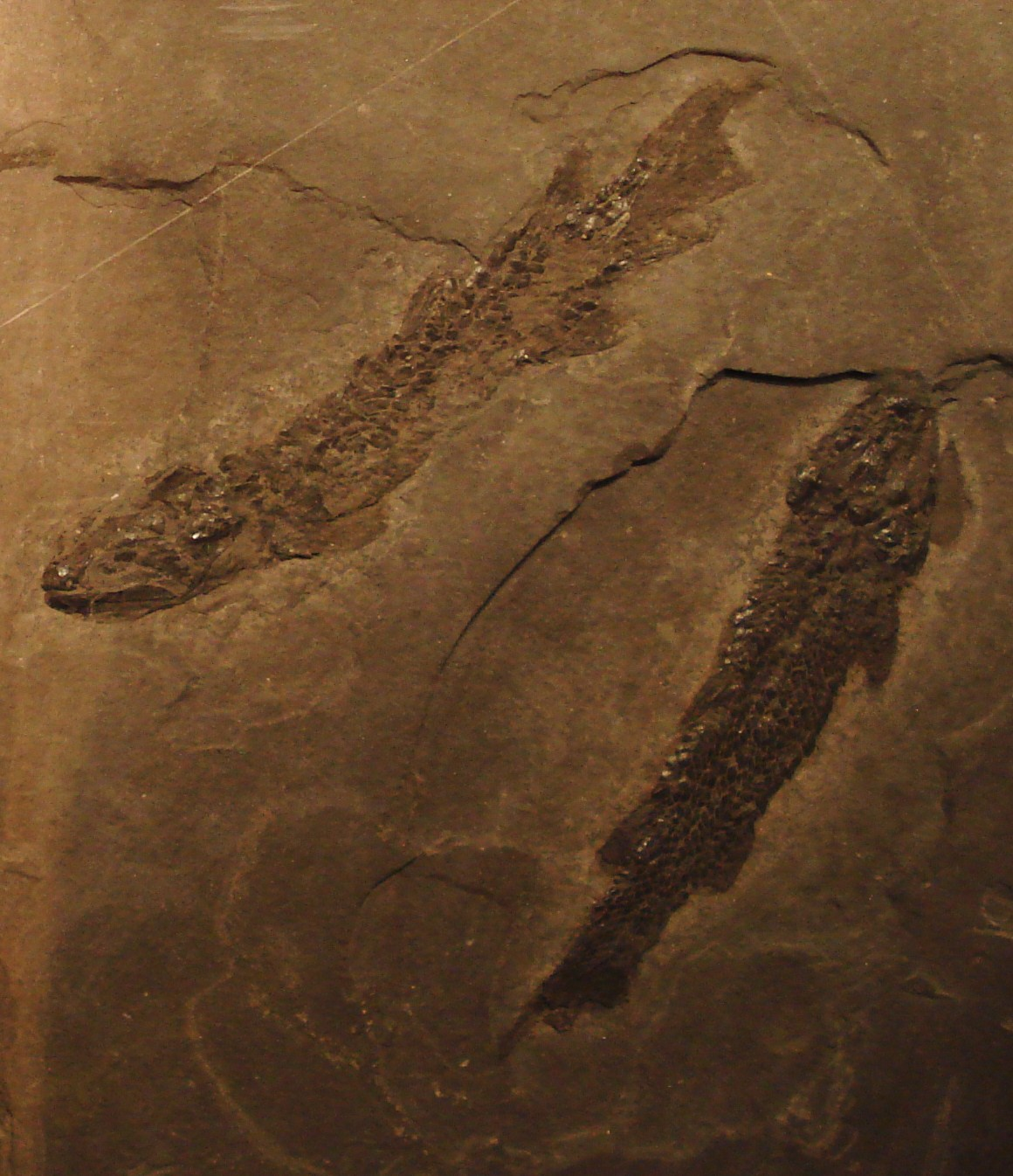
Fossili di Osteolepis